# Раматов, Ачилбай Джуманиязович
Ачилбай Жуманиязович Раматов (узб. Ochilboy Jumaniyozovich Ramatov; родился 20 августа в 1962 году, Шаватский район, Хорезмская область, Узбекская ССР) — узбекский железнодорожник и государственный деятель. Член Сената Олий Мажлиса, первый заместитель премьер-министра Узбекистана (с 2016 года), министр транспорта (2019—2020), председатель правления «Узбекистон темир йуллари» (2002—2019) президент федерации бокса (с 2012 года) и Футбольной ассоциации Узбекистана (в 2018—2019 гг.). Награждён званиями Герой Узбекистана (2013), Заслуженный работник промышленности Узбекистана (2000).

## Биография
Родился в 1962 году в Шаватском районе Хорезмской области в семье профессора философии Джуманияза Раматова. Национальность — узбек. Образование высшее. В 1988 году окончил Ташкентский институт инженеров железнодорожного транспорта по специальности инженер-механик.
Трудовую деятельность начал в 1980 году с должности помощника машиниста тепловоза локомотивного депо г. Ургенч. После окончания Ташкентского института инженеров железнодорожного транспорта в 1988 году работал мастером, заместителем начальника тепловозного цеха и начальником вагоноремонтного цеха Ташкентского тепловозоремонтного завода.
В марте 1995 года был назначен генеральным директором унитарного предприятия «Узжелдорреммаш».
В мае 2001 года назначен главным менеджером-главным инженером «Узбекистон темир йуллари». С 2002 года работает председателем правления «Узбекистон темир йуллари». Депутат Олий Мажлиса 2-го созыва (1999—2004) от 2-го Октепинского округа города Ташкента.
С 15 декабря 2016 года — первый заместитель премьер-министра Узбекистана — руководитель Комплекса по вопросам комплексного развития территорий и коммунальной сферы, транспорта, капитального строительства, стройиндустрии.
С 25 января 2018 года по 15 июля 2019 года был президентом Футбольной ассоциации Узбекистана.
5 февраля 2019 года назначен министром транспорта Узбекистана, сохранив за собой должность первого вице-премьера.
21 января 2020 года покинул должность министра транспорта и члена Сената Олий Мажлиса.
А. Ж. Раматов женат, имеет трех дочерей.

## Награды и звания
- Герой Узбекистана (22 августа 2013 года) — за выдающиеся заслуги перед государством и народом в деле укрепления независимости нашей Родины, упрочения её международного авторитета, многолетний и самоотверженный труд в производственной сфере, а также большой вклад в воспитание молодого поколения в духе патриотизма и преданности своему народу[5].
- Орден «Уважаемому народом и Родиной» (25 августа 2011 года) — за самоотверженный труд и достигнутые успехи в укреплении независимости, повышении экономической мощи страны, большой вклад в дело воспитания личным примером граждан, особенно молодого поколения, в духе национальных и общечеловеческих ценностей, проявленные трудолюбие, патриотизм, а также заслуженный авторитет и уважение, завоёванные активным участием в общественной жизни[6].
- Орден «За бескорыстную службу» (22 августа 2007 года) — за большие заслуги в укреплении экономического потенциала страны и успешном осуществлении реформ, за многолетний плодотворный труд и весомый вклад в развитие сфер железнодорожного транспорта и строительства, активное участие в общественной жизни[7].
- Орден «Трудовая слава» (20 августа 2022 года) — за многолетнею плодотворную работу в государственных структурах, укрепление независимости нашей страны, увеличение её экономической мощи, успешное осуществление масштабных реформ в нашей стране, масштабных творческих проектов, большие заслуги во всестороннем развитии территорий, инициативность и организаторские качества, развитие нашей Родины и всего мира, улучшение благосостояния нашего народа[8].
- Орден Дружбы (15 ноября 2012 года, Россия) — за большой вклад в укрепление дружбы и сотрудничества с Российской Федерацией[9].
- Крест Признания 2 класса (23 октября 2013 года, Латвия)[10].
- Заслуженный работник промышленности Республики Узбекистан (16 мая 2000 года) — за долголетний добросовестный труд, достижение высоких производственных показателей, большой вклад в дело воспитания подрастающего поколения в духе патриотизма и активное участие в общественной жизни[11].